# Rudkivka (Vasîlivka), Jîtomîr
Rudkivka (în ucraineană Рудківка) este un sat în comuna Vasîlivka din raionul Jîtomîr, regiunea Jîtomîr, Ucraina.

## Demografie
Componența lingvistică a localității Rudkivka
     Ucraineană (100%)
Conform recensământului din 2001, toată populația localității Rudkivka era vorbitoare de ucraineană (100%).